# Adrianne Palicki
Adrianne Palicki est une actrice américaine, née le 6 mai 1983 à Toledo, dans l'Ohio (États-Unis). Elle a des origines polonaise et hongroise.
Révélée par la série Friday Night Lights entre 2006 et 2008, elle évolue au cinéma dans les films d'action  Légion (2009), G.I. Joe : Conspiration (2013) et John Wick (2014). Puis, entre 2014 et 2016, elle prête ses traits au personnage de Mockingbird dans la série Marvel : Les Agents du SHIELD.

## Carrière

### Débuts et révélation télévisuelle
Après deux courts-métrages, elle fait son apparition sur les écrans de télévision américain en mai 2004, dans l'épisode final de la troisième saison de la série de super-héros Smallville. Elle y prête ses traits à la jeune Lindsay Harrison, un alter-ego du personnage de Kara-El / Supergirl. Néanmoins, ce personnage ne revient dans la série qu'en 2007, sous les traits de l'actrice canadienne Laura Vandervoort.
Palicki poursuit cette année 2004 avec des apparitions dans des séries populaires - Les Experts, Les Quintuplés, North Shore : Hôtel du Pacifique - avant d'apparaitre dans l'épisode pilote d'une nouvelle série fantastique pour adolescents, Supernatural. Son personnage, populaire, revient pour 3 autres épisodes. Par ailleurs, les producteurs de Smallville, qui l'ont remarqué, lui confient un rôle dans le pilote d'un nouveau projet, une série basée sur le super-héros Aquaman. Mais le programme ne sera pas commandé par la chaîne the CW.
En cette fin d'année 2005, l'actrice a surtout réussi à  décrocher son premier rôle régulier : l'une des protagonistes sexy du soap South Beach, lancé début 2006. Cependant, les audiences catastrophiques de ce programme produit par Jennifer Lopez conduisent à son arrêt au bout de huit épisodes. Elle enchaîne avec le tournage de films de séries B, tout en courant les castings d'autres nouvelles séries télévisées. Elle se voit ainsi confier le rôle de la sexy mais solitaire Tyra Collette dans la série dramatique Friday Night Lights, adaptée du film homonyme par le réalisateur Peter Berg et le scénariste Jason Katims, pour la chaîne NBC. Si les audiences sont modestes, les critiques sont excellentes, et le programme est récupéré par la chaîne câblée Direct Tv pour sa troisième saison. L'actrice quitte néanmoins le programme dans le final de cette nouvelle année, diffusé en janvier 2009, son personnage quittant la ville de Dillon pour poursuivre des études supérieures. Elle ne revient qu'en janvier 2011, pour les deux derniers épisodes de la série.

### Passage au cinéma d'action et échecs télévisuels

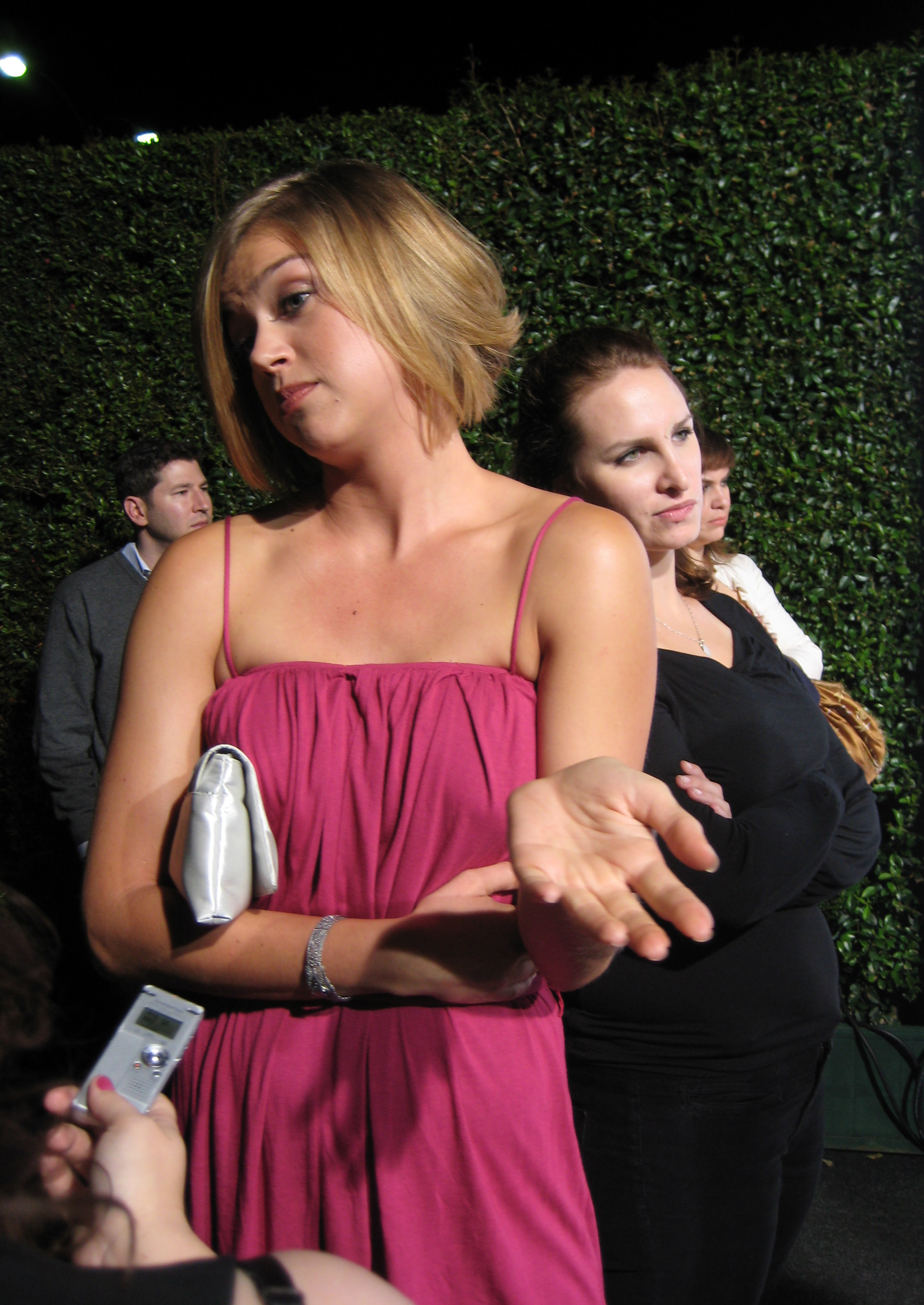
L'actrice à la Entertainment Weekly/Revlon Party, en septembre 2008.

Entre-temps, l'actrice a rebondi vers le cinéma.
Elle apparait en 2009 dans le thriller  Women in Trouble, de Sebastian Gutierrez, puis dans le film d'action horrifique Légion, de Scott Charles Stewart. En 2010, elle retrouve Gutierrez pour le spin-off Elektra Luxx, et rejoint un nouveau projet de série télévisée, Lone Star. Dans ce soap qui marque aussi son retour au Texas, elle incarne l'une des deux compagnes du protagoniste, un escroc vivant une double-vie. Malgré de bonnes critiques, le programme échoue en termes d'audiences, et la chaîne FOX l'arrête au bout de seulement 2 épisodes. Les quatre suivants, déjà tournés, restent inédits.
La comédienne persiste à la télévision et renoue avec les comics pour le pilote d'une nouvelle série dédiée à la superhéroine DC Wonder Woman. Mais le programme n'est pas choisi par la chaîne NBC. Elle se concentre donc sur le cinéma, ne revenant à la télévision que pour du doublage et des apparitions dans des séries policières à succès - Les Experts : Miami , Esprits criminels.
En 2012, elle tient ainsi le premier rôle féminin du film de guerre L'Aube rouge, aux côtés d'un débutant Chris Hemsworth, et en 2013, elle fait partie de la distribution principale du blockbuster G.I. Joe : Conspiration, cette fois mené par Dwayne Johnson. Cette même année, elle parvient enfin à s'extirper de ce registre musclé en participant à la comédie indépendante Coffee Town, écrite et réalisée par Brad Copeland.
L'année 2014 marque un tournant : au cinéma, l'actrice tient le premier rôle féminin de la comédie Dr. Cabbie, de Jean-François Pouliot, et surtout du film d'action  John Wick, réalisé par les inconnus Chad Stahelski et David Leitch. Le film connait un succès critique et commercial surprise, et marque le grand retour de Keanu Reeves sur le devant de la scène. Palicki tourne dans la foulée une autre comédie, cette fois romantique, Baby, Baby, Baby, écrite et réalisée par Brian Klugman, dont la sortie est prévue pour 2015.

### Retour télévisuel: entre comédie et super-héros

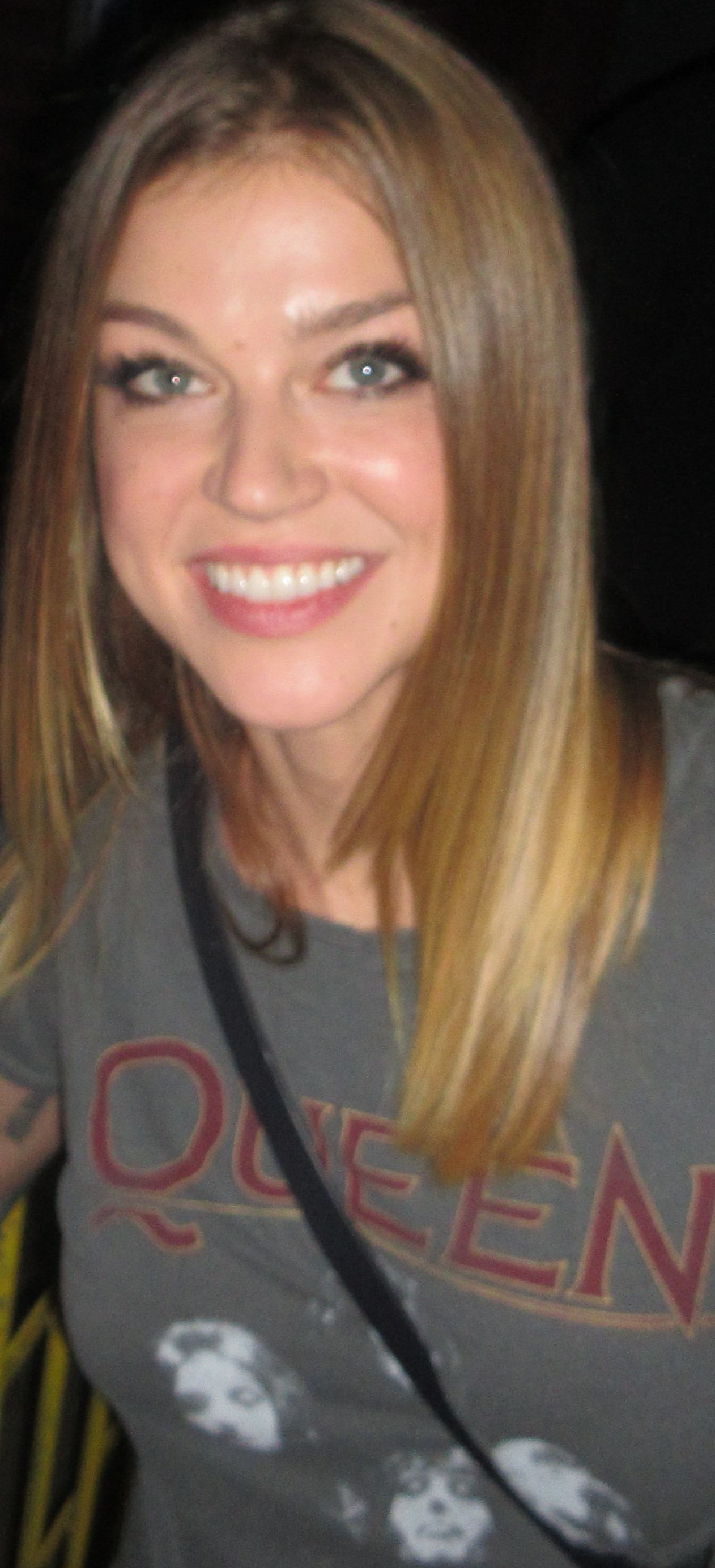

Elle tente surtout de revenir à la télévision : d'abord en participant à deux épisodes de la série horrifique Une nuit en enfer, puis en retrouvant Jason Katims pour sa nouvelle série, la comédie About a Boy. Pour cette comédie, elle se voit confier un rôle récurrent, celui d'une médecin séduisant l'immature protagoniste, le poussant même à envisager de se ranger. Néanmoins, son personnage disparait au bout de 10 épisodes, en raison de l'évolution de l'intrigue principale. L'actrice tourne parallèlement un pilote pour la chaîne, This Is Why You're Single, qui n'est cependant pas retenu pour la grille de la rentrée 2014.
Cependant, la chaîne ABC la choisit à la dernière minute pour prêter ses traits au personnage de l'agent Bobbi Morse, alias Mockingbird, dans la seconde saison de la série de superhéros Marvel : Les Agents du SHIELD. Son personnage devient régulier en saison 3, avant de disparaitre à l'épisode 13. Un projet de spin-off est en effet dans les tuyaux. Cependant, l'épisode pilote de cette nouvelle série, Marvel's Most Wanted, n'est pas retenu pour la rentrée 2016.
L'actrice rejoint donc une nouvelle série de la chaîne FOX, The Orville. Développée, co-écrite et interprétée par le producteur à succès Seth MacFarlane, cette série de science-fiction est attendue pour la rentrée 2017. Le cinéaste et acteur Jon Favreau réalise le pilote. Palicki joue le premier rôle féminin, celui de l'ex-femme du héros, et premier officier du vaisseau d'exploration dont la série porte le nom.

## Vie privée
Le 17 janvier 2019, Adrianne Palicki annonce ses fiançailles avec l'acteur Scott Grimes sur Twitter. Ils se sont mariés aux alentours du 19 mai 2019, et ont annoncé leur divorce deux mois plus tard.

## Filmographie

### Cinéma
- 2003 : Getting Rachel Back : Rachel
- 2003 : Rewrite (court-métrage) : La fille à la mode
- 2006 : Seven Mummies : Isabelle
- 2009 : Women in Trouble de Sebastian Gutierrez : Holly Rocket
- 2009 : Légion de Scott Charles Stewart : Charlie
- 2010 : Elektra Luxx de Sebastian Gutierrez : Holly Rocket
- 2011 : Waves : Une petite amie
- 2012 : L'Aube rouge (Red Dawn) de Dan Bradley: Toni Walsh
- 2013 : G.I. Joe : Conspiration (G.I Joe: Retaliation) de Jon Chu : Lady Jaye
- 2013 : Coffee Town de Brad Copeland : Becca
- 2014 : Dr. Cabbie de Jean-François Pouliot : Natalie Wilman
- 2014 : John Wick de Chad Stahelski et David Leitch : Mademoiselle Perkins
- 2015 : Baby, Baby, Baby de Brian Klugman : Sunny
- 2017 : SWAT: Under Siege : Ellen Dwyer
- 2023 : Quasi : Reine Catherine

### Télévision

#### Séries télévisées
- 2004 : Smallville : Lindsay Harrison/Kara El (1 épisode)[2]
- 2004 : Les Quintuplés : Jessica Geiger (1 épisode)
- 2004 : Les Experts (CSI: Crime Scene Investigation) : Miranda (1 épisode)
- 2005 : North Shore : Hôtel du Pacifique (North Shore) : Lisa Ruddnick (2 épisodes)
- 2005 - 2009 : Supernatural : Jessica Moore (4 épisodes)
- 2006 : South Beach : Brianna (8 épisodes, rôle principal)
- 2006 - 2011 : Friday Night Lights : Tyra Collett (52 épisodes, rôle principal)
- 2007 - 2011 : Robot Chicken : Rainbow Brite/Sailor Moon/Wife / Diana/Fille / Cynthia Rothrock/Scarlett O'Hara/Molly/Invité / Bébé a besoin d'un nom (voix)
- 2009 : Titan Maximum (en) : Clare (voix)
- 2009 : Les Experts : Miami (CSI: Miami) : Marisa Dixon
- 2010 : Lone Star : Cat Thatcher (5 épisodes, rôle principal)
- 2011 : Esprits criminels : Sidney "Sid" Manning (1 épisode)
- 2011 : Wonder Woman : Diana Prince/Wonder Woman
- 2014 : Une nuit en enfer : Vanessa Styles (2 épisodes)
- 2014 : Drunk History : Kate Warne
- 2014 : About a Boy : Dr Samantha Lake (10 épisodes, saison 1 récurrent/ saison 2 invité)
- 2014 - 2016 :Marvel : Les Agents du SHIELD : Barbara "Bobbi" Morse/Oiseau Moqueur (31 épisodes, saisons 2 et 3)
- Depuis 2017: The Orville : Officier en second Kelly Grayson
- 2025 : Doctor Odyssey : Dr. Brooke Lane (2 épisodes)

#### Téléfilms
- 2004 : The Robinsons: Lost in Space : Judy Robinson
- 2005 : Popstar : Whitney Addison
- 2006 : Aquaman : Nadia, la sirène
- 2010 : Robot Chicken: Star Wars Episode III (en) : Padmé Amidala / Jessica (voix)
- 2014 : This Is Why You're Single : Maria

## Voix françaises
En France
| - Dorothée Pousséo dans : - Supernatural (série télévisée) - Friday Night Lights (série télévisée) - L'Aube Rouge - John Wick - Esprits criminels (série télévisée) - Barbara Beretta dans : - Marvel : Les Agents du SHIELD (série télévisée) - About a Boy (série télévisée) | et aussi - Caroline Lallau dans Smallville (série télévisée) - Laura Blanc dans South Beach (série télévisée) - Marie-Eugénie Maréchal dans Légion - Charlotte Correa dans G.I. Joe : Conspiration - Eugénie Anselin dans Une nuit en enfer (série télévisée) - Noémie Orphelin dans The Orville (série télévisée) |

Au Québec
 Note : la liste indique les titres québécois
| - Mélanie Laberge dans : - G.I. Joe : Les Représailles - John Wick | et aussi - Ariane-Li Simard-Côté dans L'Aube Rouge |